# Biserica de lemn Adormirea Maicii Domnului din Valea Largă

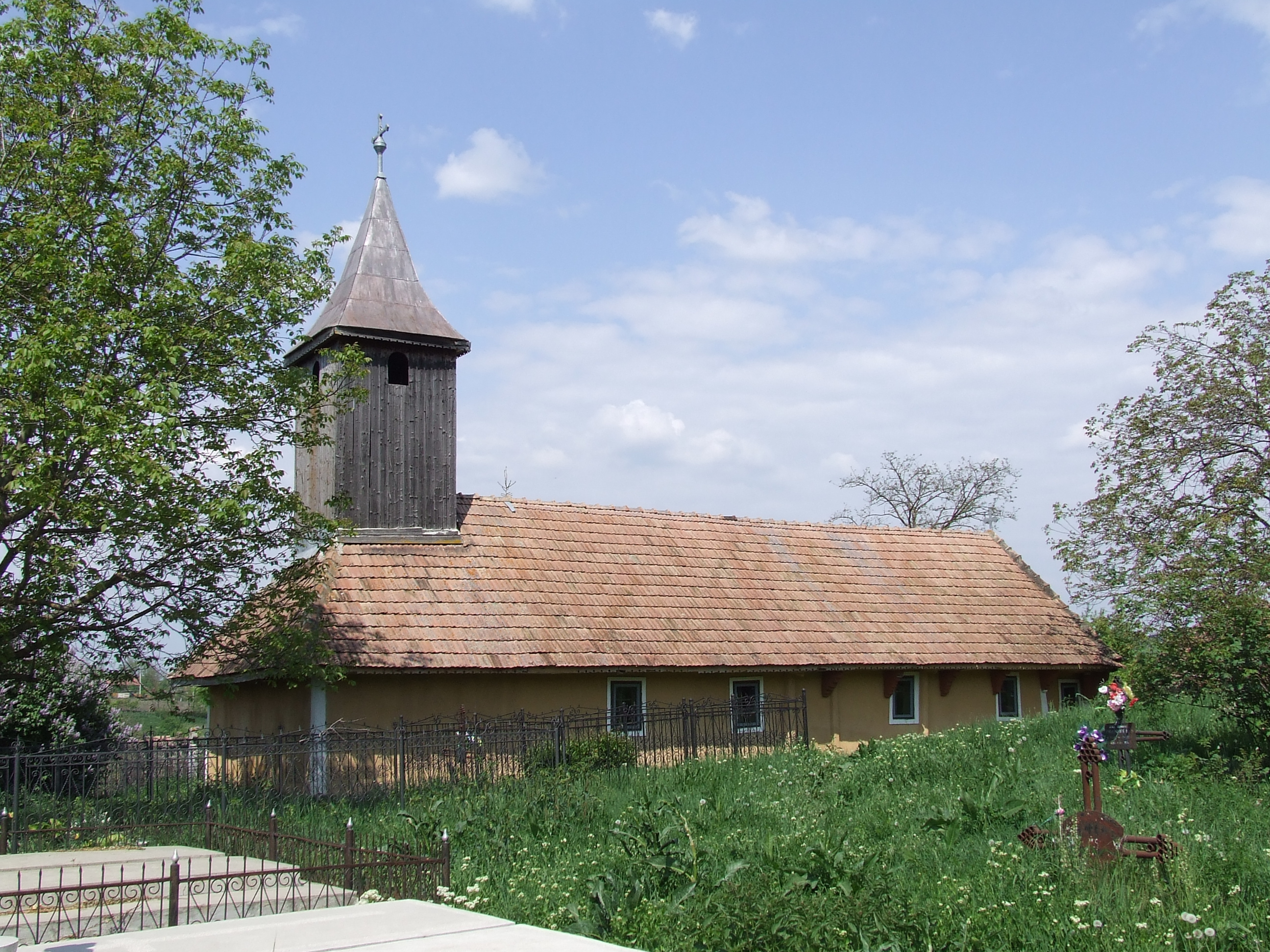
Biserica de lemn Adormirea Maicii Domnnului din Valea Largă

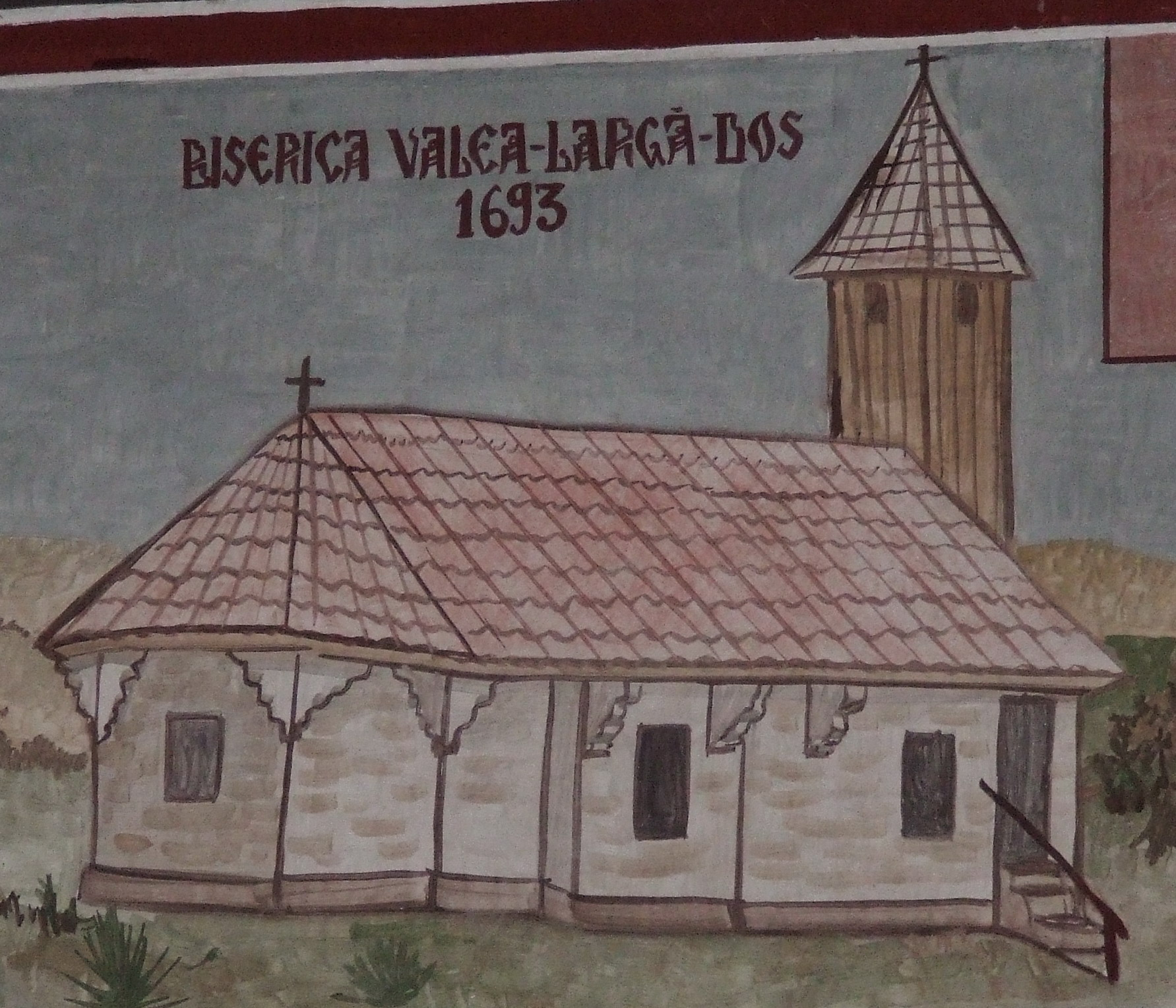
Biserica de lemn din Valea Largă, cu hramul Adormirea Maicii Domnului, surprinsă în pictura noii biserici de zid din Valea Largă, 2009

Biserica de lemn Adormirea Maicii Domnului din Valea Largă, din comuna cu același nume, județul Mureș, datează de la sfârșitul secolului al XVII-lea, memoria comunității menționând anul 1693. Este reprezentată, alături de alte câteva biserici bine cunoscute din Transilvania și alte două biserici de lemn, azi dispărute, în pictura noii biserici de zid din localitatea amintită. Biserica nu se află pe noua listă a monumentelor istorice.

## Istoric și trăsături
Cercetătoarea Ioana Cristache-Panait consideră că prima etapă de construcție este anul 1695, din care datează nava (ce cuprinde naosul și pronaosul vechi), acoperită cu o boltă semicilindrică, retrasă de la linia pereților de nord și sud, pe bârne ce se reazămă pe console; tot de atunci ar data și absida altarului, decroșată, poligonală, cu cinci laturi, cu boltă tronconică, intersectată de un timpan. Pereții exteriori ai acestei părți au console cu multe crestături, în retragere succesivă.
Un pronaos s-a adăugat în veacul al XIX-lea, iar pridvorul de zid, cu clopotniță deasupra, datează din secolul XX.